# Montégut-Plantaurel
Montégut-Plantaurel – miejscowość i gmina we Francji, w regionie Oksytania, w departamencie Ariège.
Według danych na rok 1990 gminę zamieszkiwały 253 osoby, a gęstość zaludnienia wynosiła 13 osób/km² (wśród 3020 gmin regionu Midi-Pyrénées Montégut-Plantaurel plasuje się na 811. miejscu pod względem liczby ludności, natomiast pod względem powierzchni na miejscu 574.).